# Покрово-Арчадинский сельсовет
Покрово-Арчадинский сельсовет — сельское поселение в Каменском районе Пензенской области Российской Федерации.
Административный центр — село Покровская Арчада.

## История
Статус и границы сельского поселения установлены Законом Пензенской области от 2 ноября 2004 года № 690-ЗПО «О границах муниципальных образований Пензенской области».

22 декабря 2010 года в соответствии с Законом Пензенской области № 1992-ЗПО в состав сельсовета включены территория упразднённого Казано-Арчадинского сельсовета.

## Население
| 2002  | 2010  | 2012  | 2013  | 2014  | 2015  | 2016  |
| ----- | ----- | ----- | ----- | ----- | ----- | ----- |
| 1474  | ↘1331 | ↗2166 | ↘2135 | ↘2088 | ↘2027 | ↘1959 |
| 2017  | 2018  | 2021  |       |       |       |       |
| ↘1894 | ↘1840 | ↘1613 |       |       |       |       |

## Состав сельского поселения
| № | Населённый пункт  | Тип населённого пункта       | Население |
| - | ----------------- | ---------------------------- | --------- |
| 1 | Александровка     | деревня                      | 14        |
| 2 | Алексеевка 1-я    | деревня                      | 1         |
| 3 | Ахматовка         | село                         | ↘146      |
| 4 | Казанская Арчада  | село                         | ↘531      |
| 5 | Лермонтовский     | разъезд                      | 17        |
| 6 | Надеждинка        | деревня                      | 104       |
| 7 | Покровская Арчада | село, административный центр | ↘695      |
| 8 | Пустынь           | село                         | ↘490      |
| 9 | Усть-Атмис        | село                         | ↘271      |